# Extratereștrii de buzunar
Extratereștrii de buzunar este un roman de Alina Nour. A apărut la Editura Ion Creangă în 1987.

## Cuprins
1. Unde apar Lyl și Evy
2. Unde aflăm de ce Ada era poreclită „Alintata”
3. La curtea lui Nastur-Vodă cel Sucit
4. Unde Ada-Alintata face cunoștință cu Năsturica-Nu  Face Nimica
5. Cei zece nasturi buclucași
6. Secretul palatului Celor Zece Nasturi
7. Unde se vede cum au fost cusuți nasturii
8. ... și ce porunci au primit
9. Unde facem cunoștință cu Cavalerul Degetar de Cleștar și cu harababura de la Curte
10. Unde aflăm despre năstrușniciile celor zece nas¬turi fermecați
11. O petrecere de pomină
12. Un răvaș buclucaș
13. Unde aflăm cum a fost pedepsită Ada-Alintata
14. Unde aflăm că Ada și Năsturica se împrietenesc și fac împreună numai lucruri bune
15. În care facem cunoștință cu prințul Fermoar Rugi¬nit
16. În care reapar Lyl și Evy
17. Mitru-Pupitru și o compunere sinceră
18. Totul e bine cînd se sfîrșește cu bine

## Vezi și
- 1987 în literatură